# Martin Hannett's Personal Mixes
Albums de Joy Division
Les Bains Douches 18 December 1979
(2001) The Best of Joy Division
(2008)
Martin Hannett's Personal Mixes est une compilation du groupe de rock britannique Joy Division, sortie en juin 2007 par Interstate. Elle est composée d'enregistrements studios non utilisés et de versions alternatives de morceaux de Joy Division produits par Martin Hannett. Les bandes de ces sessions ont été données à Peter Hook qui considère ces matériels refusés et ces versions alternatives comme une partie importante de l'histoire enregistrée de Joy Division[citation nécessaire].

## Liste des pistes
| CD (Interstate 10797) and double LP (Ozit) | CD (Interstate 10797) and double LP (Ozit)                     | CD (Interstate 10797) and double LP (Ozit) | CD (Interstate 10797) and double LP (Ozit) | CD (Interstate 10797) and double LP (Ozit) | CD (Interstate 10797) and double LP (Ozit) | CD (Interstate 10797) and double LP (Ozit) | CD (Interstate 10797) and double LP (Ozit) | CD (Interstate 10797) and double LP (Ozit) | CD (Interstate 10797) and double LP (Ozit) |
| No                                         | Titre                                                          | Durée                                      |                                            |                                            |                                            |                                            |                                            |                                            |                                            |
| ------------------------------------------ | -------------------------------------------------------------- | ------------------------------------------ | ------------------------------------------ | ------------------------------------------ | ------------------------------------------ | ------------------------------------------ | ------------------------------------------ | ------------------------------------------ | ------------------------------------------ |
| 1.                                         | Synth Tone                                                     | 0:16                                       |                                            |                                            |                                            |                                            |                                            |                                            |                                            |
| 2.                                         | Hannett's Lift Recording 1                                     | 1:47                                       |                                            |                                            |                                            |                                            |                                            |                                            |                                            |
| 3.                                         | Keyboard Doodles                                               | 4:20                                       |                                            |                                            |                                            |                                            |                                            |                                            |                                            |
| 4.                                         | Lift Recording 2                                               | 2:36                                       |                                            |                                            |                                            |                                            |                                            |                                            |                                            |
| 5.                                         | Number False Start 1                                           | 0:48                                       |                                            |                                            |                                            |                                            |                                            |                                            |                                            |
| 6.                                         | Curtis, Hannett, Gretton Interplay, Chit Chat and Cup Smashing | 1:13                                       |                                            |                                            |                                            |                                            |                                            |                                            |                                            |
| 7.                                         | Hannett Speaks                                                 | 0:34                                       |                                            |                                            |                                            |                                            |                                            |                                            |                                            |
| 8.                                         | Number False Start 2                                           | 0:06                                       |                                            |                                            |                                            |                                            |                                            |                                            |                                            |
| 9.                                         | From Safety to Where                                           | 2:28                                       |                                            |                                            |                                            |                                            |                                            |                                            |                                            |
| 10.                                        | Autosuggestion                                                 | 6:09                                       |                                            |                                            |                                            |                                            |                                            |                                            |                                            |
| 11.                                        | Heart and Soul                                                 | 5:51                                       |                                            |                                            |                                            |                                            |                                            |                                            |                                            |
| 12.                                        | N4 Europop                                                     | 6:10                                       |                                            |                                            |                                            |                                            |                                            |                                            |                                            |
| 13.                                        | 24 Hours                                                       | 4:28                                       |                                            |                                            |                                            |                                            |                                            |                                            |                                            |
| 14.                                        | Passover                                                       | 4:46                                       |                                            |                                            |                                            |                                            |                                            |                                            |                                            |
| 15.                                        | N4                                                             | 6:08                                       |                                            |                                            |                                            |                                            |                                            |                                            |                                            |
| 16.                                        | N4 (Vers. 2)                                                   | 6:07                                       |                                            |                                            |                                            |                                            |                                            |                                            |                                            |
| 17.                                        | The Eternal                                                    | 6:20                                       |                                            |                                            |                                            |                                            |                                            |                                            |                                            |
| 18.                                        | The Eternal (Vers. 2)                                          | 6:14                                       |                                            |                                            |                                            |                                            |                                            |                                            |                                            |
| 66:21                                      |                                                                |                                            |                                            |                                            |                                            |                                            |                                            |                                            |                                            |